# Grinnell (Iowa)
Pour les articles homonymes, voir Grinnell.
Grinnell est une ville américaine située dans le comté de Poweshiek, dans l’État de l’Iowa.
Sa population est estimée à 9 141 habitants en 2015, en baisse par rapport aux 9 218 habitants recensés en 2010. Selon le Bureau du recensement des États-Unis, la municipalité s'étend sur 5,64 milles carrés (14,61 km2), dont 5,60 milles carrés (14,5 km2) de terres.